# Campionato World Rugby Under-20 2025
Il campionato World Rugby Under-20 2025 (in inglese 2025 World Rugby Under 20 Championship) è la 15ª edizione del campionato mondiale giovanile di rugby a 15 organizzato da World Rugby.
Il torneo si tiene in Italia per la terza volta, dal 29 giugno al 19 luglio 2025.

## Formula
Il 14 marzo 2025, il comitato direttivo di World Rugby ha designato l'Italia come paese ospitante dell'edizione 2025 del Campionato World Rugby Under-20.
Per questa 15ª edizione, la fase a gironi si svolgerà a Calvisano, Rovigo, Verona e Viadana nelle date del 29 giugno, 4 luglio e 9 luglio 2025. Le fasi finali inizieranno il 14 luglio, mentre la finale si disputerà il 19 luglio 2025 allo Stadio Mario Battaglini di Rovigo.
L'Inghilterra arriva al torneo come campione in carica, avendo vinto l'edizione 2024 battendo la Francia 21-13 in finale.
La Scozia è stata promossa dopo la vittoria nel Trofeo World Rugby Under-20 2024, superando gli Stati Uniti d'America in finale. Parteciperà così per la prima volta alla competizione dal 2019, anno della sua retrocessione nel Trofeo.

## Sedi
L'Italia è stata designata come paese ospitante della competizione. Le partite si svolgeranno in quattro città della Lombardia e del Veneto: Calvisano, Rovigo, Verona e Viadana.
| Città     | Stadio                  | Capienza |
| --------- | ----------------------- | -------- |
| Calvisano | Stadio San Michele      | 5000     |
| Rovigo    | Stadio Mario Battaglini | 5500     |
| Verona    | Payanini Center         | 2500     |
| Viadana   | Stadio Luigi Zaffanella | 6000     |

## Squadre partecipanti
Le dodici squadre partecipanti sono suddivise in tre gironi. Le vincitrici di ogni girone, insieme alla miglior seconda classificata, accederanno alle semifinali.

### Squadre qualificate
Dodici squadre nazionali, provenienti da quattro continenti – Europa, America del Sud, Africa e Oceania – parteciperanno al Campionato World Rugby Under-20 2025.
(T campione in carica, PO paese ospitante)
| Nord America, Antille e Caraibi (Rugby Americas North) | Europa (Rugby Europe)                                                    | Asia (Asia Rugby)       |
| ------------------------------------------------------ | ------------------------------------------------------------------------ | ----------------------- |
| -                                                      | Inghilterra (T) Scozia Spagna Francia Georgia Irlanda Italia (PO) Galles | -                       |
| America del Sud (Sudamérica Rugby)                     | Inghilterra (T) Scozia Spagna Francia Georgia Irlanda Italia (PO) Galles | Oceania (Oceania Rugby) |
| Argentina                                              | Inghilterra (T) Scozia Spagna Francia Georgia Irlanda Italia (PO) Galles | Australia Nuova Zelanda |
| Africa (Rugby Afrique)                                 | Inghilterra (T) Scozia Spagna Francia Georgia Irlanda Italia (PO) Galles | Australia Nuova Zelanda |
| Sudafrica                                              | Inghilterra (T) Scozia Spagna Francia Georgia Irlanda Italia (PO) Galles | Australia Nuova Zelanda |

### Composizione dei gironi
Le dodici squadre sono suddivise in tre gironi in base ai risultati ottenuti nell'edizione precedente.
| Girone A        | Girone B  | Girone C      |
| --------------- | --------- | ------------- |
| Inghilterra (T) | Francia   | Nuova Zelanda |
| Australia       | Argentina | Irlanda       |
| Sudafrica       | Galles    | Georgia       |
| Scozia          | Spagna    | Italia        |

## Fase a gironi

### Girone A
Match 1
| Arbitro: | Marcus Playle |

| |    |                                         |
| Jack Bracken (14', 38'), Kane James (20', 28'), Will Knight (33'), Josh Bellamy (72'), Ben Redshaw (74') | mt | Hector Patterson (76'), Noah Cowan (7') |
| Josh Bellamy (73', 75'), Benjamin Coen (15', 21', 30', 33', 39')                                         | tr | Matthew Urwin (77')                     |

Match 4
| Arbitro: | Katsuki Furuse |

|                                                |    | |
| Sidney Harvey (13'), Cooper Watters (70', 73') | mt | Jaco Williams (82'), Xola Nyali (58'), Jaco Grobbelaar (53'), JJ Theron (49'), Gilermo Mentoe (47'), Hassiem Pead (45', 6'), Cheswill Jooste (40'), Siyabonga Ndlozi (31', 37'), Herman Lubbe (24') |
| Sidney Harvey (74')                            | tr | Vusi Moyo (25', 32', 38', 46', 48', 50', 7'), Ian Van Der Merwe (59', 82') |

Match 8
| Rovigo 29 giugno 2025, ore 12:00 | Inghilterra | 22 – 32 referto                                                      | Sudafrica | Stadio Mario Battaglini |
| Jonny Weimann (7'), Connor Treacey (11'), Jack Bracken (32') mt Cheswill Jooste (23'), Hassiem Pead (28', 50'), Gilermo Mentoe (35') Josh Bellamy (8'), Benjamin Coen (11') tr Vusi Moyo (23', 36', 50') |             |                                                                      |           |                         |
| |             |                                                                      |           |                         |
| Jonny Weimann (7'), Connor Treacey (11'), Jack Bracken (32') | mt          | Cheswill Jooste (23'), Hassiem Pead (28', 50'), Gilermo Mentoe (35') |           |                         |
| Josh Bellamy (8'), Benjamin Coen (11') | tr          | Vusi Moyo (23', 36', 50')                                            |           |                         |

Match 10
| Viadana 29 giugno 2025, ore 12:00 | Australia | - – - [- referto] | Scozia | Stadio Luigi Zaffanella |
| - mt - - tr -                     |           |                   |        |                         |
|                                   |           |                   |        |                         |
| -                                 | mt        | -                 |        |                         |
| -                                 | tr        | -                 |        |                         |

Match 14
| Verona 29 giugno 2025, ore 12:00 | Inghilterra | - – - [- referto] | Australia | Payanini Center |
| - mt - - tr -                    |             |                   |           |                 |
|                                  |             |                   |           |                 |
| -                                | mt          | -                 |           |                 |
| -                                | tr          | -                 |           |                 |

Match 16
| Calvisano 29 giugno 2025, ore 12:00 | Sudafrica | - – - [- referto] | Scozia | Stadio San Michele |
| - mt - - tr -                       |           |                   |        |                    |
|                                     |           |                   |        |                    |
| -                                   | mt        | -                 |        |                    |
| -                                   | tr        | -                 |        |                    |

#### Classifica girone A
| Pos | Squadra     | G | V | N | P | PF  | PS  | DP   | BMP | Pt |
| --- | ----------- | - | - | - | - | --- | --- | ---- | --- | -- |
| 1   | Sudafrica   | 3 | 3 | 0 | 0 | 178 | 53  | +125 | 3   | 15 |
| 2   | Inghilterra | 3 | 2 | 0 | 1 | 114 | 84  | +30  | 2   | 10 |
| 3   | Australia   | 3 | 1 | 0 | 2 | 84  | 113 | −29  | 3   | 7  |
| 4   | Scozia      | 3 | 0 | 0 | 3 | 57  | 163 | −106 | 1   | 1  |

### Girone B
Match 2
| Verona 29 giugno 2025, ore 12:00 | Francia | - – - [- referto] | Spagna | Payanini Center |
| - mt - - tr -                    |         |                   |        |                 |
|                                  |         |                   |        |                 |
| -                                | mt      | -                 |        |                 |
| -                                | tr      | -                 |        |                 |

Match 3
| Verona 29 giugno 2025, ore 12:00 | Argentina | - – - [- referto] | Galles | Payanini Center |
| - mt - - tr -                    |           |                   |        |                 |
|                                  |           |                   |        |                 |
| -                                | mt        | -                 |        |                 |
| -                                | tr        | -                 |        |                 |

Match 7
| Rovigo 29 giugno 2025, ore 12:00 | Francia | - – - [- referto] | Galles | Stadio Mario Battaglini |
| - mt - - tr -                    |         |                   |        |                         |
|                                  |         |                   |        |                         |
| -                                | mt      | -                 |        |                         |
| -                                | tr      | -                 |        |                         |

Match 9
| Rovigo 29 giugno 2025, ore 12:00 | Argentina | - – - [- referto] | Spagna | Stadio Mario Battaglini |
| - mt - - tr -                    |           |                   |        |                         |
|                                  |           |                   |        |                         |
| -                                | mt        | -                 |        |                         |
| -                                | tr        | -                 |        |                         |

Match 13
| Verona 29 giugno 2025, ore 12:00 | Galles | - – - [- referto] | Spagna | Payanini Center |
| - mt - - tr -                    |        |                   |        |                 |
|                                  |        |                   |        |                 |
| -                                | mt     | -                 |        |                 |
| -                                | tr     | -                 |        |                 |

Match 15
| Verona 29 giugno 2025, ore 12:00 | Francia | - – - [- referto] | Argentina | Payanini Center |
| - mt - - tr -                    |         |                   |           |                 |
|                                  |         |                   |           |                 |
| -                                | mt      | -                 |           |                 |
| -                                | tr      | -                 |           |                 |

#### Classifica girone B
| Pos | Squadra   | G | V | N | P | PF  | PS  | DP  | BMP | Pt |
| --- | --------- | - | - | - | - | --- | --- | --- | --- | -- |
| 1   | Francia   | 3 | 3 | 0 | 0 | 136 | 58  | +78 | 3   | 15 |
| 2   | Argentina | 3 | 2 | 0 | 1 | 93  | 109 | −16 | 3   | 11 |
| 3   | Galles    | 3 | 1 | 0 | 2 | 83  | 94  | −11 | 2   | 6  |
| 4   | Spagna    | 3 | 0 | 0 | 3 | 66  | 117 | −51 | 2   | 2  |

### Girone C
Match 5
| Arbitro: | Jeremy Rozier |

|                                                                                      |    |                                                                                    |
| Paidi Farrell (2', 42'), Henry Walker (23'), Mahon Ronan (52'), Charlie Molony (61') | mt | Shota Kheladze (81'), Giorgi Spanderashvili (30', 50'), Gagui Margvelashvili (16') |
| Tom Wood (24', 53')                                                                  | tr | Luka Takaishvili (17', 31', 51', 82')                                              |

Match 6
| Arbitro: | Peter Martin |

|                                          |    |                    |
| Manumaua Letiu (8'), Dylan Pledger (39') | mt | Niccolo Beni (44') |
| Will Cole (40', 9')                      | tr | -                  |

Match 11
| Arbitro: | Filippo Russo |

| |    |                                                                         |
| Harlyn Saunoa (15', 21'), Xavier Treacy (24'), Eli Oudenryn (33'), Aisake Vakasiuola (39'), Maloni Kunawave (46') | mt | Mikheil Khakhubia (55'), Mikheili Shioshvili (18'), Shota Kheladze (9') |
| Rico Simpson (16', 25', 34', 47')                                                                                 | tr | Luka Takaishvili (10', 19')                                             |

Match 12
| Arbitro: | Ben Breakspear |

|                                       |    |                                             |
| Mikey Yarr (63'), Oisin Minogue (81') | mt | Piero Gritti (59'), Nelson Casartelli (12') |
| Tom Wood (25', 52')                   | tr | Edoardo Todaro (36', 72')                   |

Match 17
| Arbitro: | Griffin Colby |

| |    |                                       |
| Bason (11'), Treacy (21'), Roberts (26'), Cole (30'), Pledger (33', 43'), Vaenuku (41'), Kempton (48', 80'), Kunawave (67' 80+2') | mt | Miongue (3'), Green (7'), Bohan (75') |
| | tr | Wood (20')                            |

Match 18
| Arbitro: | Katsuki Furuse |

|                                                         |    |                                  |
| Khakhubia (33'), Spanderashvili (46'), Shioshvili (80') | mt | Casartelli (37'), Todaro (80+5') |
| -                                                       | tr | -                                |

#### Classifica girone C
| Pos | Squadra       | G | V | N | P | PF  | PS  | DP  | BMP | Pt |
| --- | ------------- | - | - | - | - | --- | --- | --- | --- | -- |
| 1   | Nuova Zelanda | 3 | 3 | 0 | 0 | 121 | 46  | +75 | 2   | 14 |
| 2   | Italia        | 3 | 1 | 1 | 1 | 42  | 49  | −7  | 0   | 6  |
| 3   | Irlanda       | 3 | 1 | 0 | 2 | 73  | 115 | −42 | 2   | 6  |
| 4   | Georgia       | 3 | 0 | 1 | 2 | 66  | 92  | −26 | 2   | 4  |

## Seedingdopo la fase a gironi
| Pos | Squadra     | G | V | N | P | PF | PS | DP | BMP | Pt |
| --- | ----------- | - | - | - | - | -- | -- | -- | --- | -- |
| 1   | 1           | 0 | 0 | 0 | 0 | 0  | 0  | 0  | 0   | 0  |
| 2   | 2           | 0 | 0 | 0 | 0 | 0  | 0  | 0  | 0   | 0  |
| 3   | 3           | 0 | 0 | 0 | 0 | 0  | 0  | 0  | 0   | 0  |
| 4   | Argentina   | 0 | 0 | 0 | 0 | 0  | 0  | 0  | 0   | 0  |
| 5   | Inghilterra | 0 | 0 | 0 | 0 | 0  | 0  | 0  | 0   | 0  |
| 6   | Australia   | 0 | 0 | 0 | 0 | 0  | 0  | 0  | 0   | 0  |
| 7   | Italia      | 0 | 0 | 0 | 0 | 0  | 0  | 0  | 0   | 0  |
| 8   | 8           | 0 | 0 | 0 | 0 | 0  | 0  | 0  | 0   | 0  |
| 9   | Irlanda     | 0 | 0 | 0 | 0 | 0  | 0  | 0  | 0   | 0  |
| 10  | 10          | 0 | 0 | 0 | 0 | 0  | 0  | 0  | 0   | 0  |
| 11  | 11          | 0 | 0 | 0 | 0 | 0  | 0  | 0  | 0   | 0  |
| 12  | 12          | 0 | 0 | 0 | 0 | 0  | 0  | 0  | 0   | 0  |

## Play-off

### 9º-12º posto
|  | Semifinali | Semifinali | Semifinali |        |         | Finale 9º posto  | Finale 9º posto  | Finale 9º posto  |  |
|  |            |            |            |        |         |                  |                  |                  |  |
|  | Georgia    | Georgia    | 43         |        |         |                  |                  |                  |  |
|  | Georgia    | Georgia    | 43         |        |         |                  |                  |                  |  |
|  | Spagna     | Spagna     | 12         |        |         |                  |                  |                  |  |
|  | Spagna     | Spagna     | 12         |        | Georgia | Georgia          | 22               |                  |  |
|  |            |            |            |        | Georgia | Georgia          | 22               |                  |  |
|  |            |            | Scozia     | Scozia | 7       |                  |                  |                  |  |
|  | Irlanda    | Irlanda    | Scozia     | Scozia | 7       | 21               |                  |                  |  |
|  | Irlanda    | Irlanda    |            |        |         | 21               |                  |                  |  |
|  | Scozia     | Scozia     | 22         |        |         | Finale 11º posto | Finale 11º posto | Finale 11º posto |  |
|  | Scozia     | Scozia     | 22         |        |         |                  |                  |                  |  |
|  |            |            |            |        |         |                  |                  |                  |  |
|  |            |            |            |        |         | Spagna           | Spagna           | 37               |  |
|  |            |            |            |        |         | Spagna           | Spagna           | 37               |  |
|  |            |            |            |        |         | Irlanda          | Irlanda          | 38               |  |

#### Semifinali
| Arbitro: | Morgan White |

| |    |                                             |
| Mikheili Shioshvili (23', 74', 9'), Sandro Meskhidze (17'), Giorgi Ardzenadze (28'), Shota Kheladze (43'), Nugzari Kevkhishvili (57') | mt | Unax Zuriarrain (39'), Pelayo Serrano (49') |
| Luka Takaishvili (24', 29'), Giorgi Jashi (44', 75')                                                                                  | tr | Gonzalo Otamendi (40')                      |

| Arbitro: | Filippo Russo |

|                                                                |    |                                                                                  |
| Henry Walker (25'), Luke McLaughlin (64'), Paidi Farrell (69') | mt | Nairn Moncrieff (6'), Seb Stephen (11'), Oliver Duncan (28'), Jake Shearer (80') |
| Daniel Green (25', 64', 70')                                   | tr | Matthew Urwin (29')                                                              |

#### Finale per l'11º posto
| Arbitro: | Tomas Bertazza |

| |      |                                                                                         |
| Pau Massoni (14'), Alberto Gomez (39'), Marcal Carreras Cuesta (46'), Victor Ofojetu (59'), Luciano Richardis (62') | mt   | Jonny Scott (3', 34'), Charlie Molony (8'), Daniel Green (21'), Henry Walker (48', 79') |
| Nicolas Infer (40', 46'), Gonzalo Otamendi (62')                                                                    | tr   | Tom Wood (35', 4', 49', 9')                                                             |
| Nicolas Infer (11', 43')                                                                                            | c.p. |                                                                                         |

#### Finale per il 9º posto
| Arbitro: | Griffin Colby |

|                                                                            |    |                     |
| Shota Kheladze (15'), Mikheili Shioshvili (22', 59'), Mate Gurtskaia (30') | mt | Reuben Logan (33')  |
| Giorgi Bolkvadze (23')                                                     | tr | Matthew Urwin (34') |

### 5º-8º posto
|  | Semifinali  | Semifinali  | Semifinali  |             |           | Finale 5º posto | Finale 5º posto | Finale 5º posto |  |
|  |             |             |             |             |           |                 |                 |                 |  |
|  | Inghilterra | Inghilterra | 51          |             |           |                 |                 |                 |  |
|  | Inghilterra | Inghilterra | 51          |             |           |                 |                 |                 |  |
|  | Galles      | Galles      | 13          |             |           |                 |                 |                 |  |
|  | Galles      | Galles      | 13          |             | Australia | Australia       | 68              |                 |  |
|  |             |             |             |             | Australia | Australia       | 68              |                 |  |
|  |             |             | Inghilterra | Inghilterra | 40        |                 |                 |                 |  |
|  | Italia      | Italia      | Inghilterra | Inghilterra | 40        | 21              |                 |                 |  |
|  | Italia      | Italia      |             |             |           | 21              |                 |                 |  |
|  | Australia   | Australia   | 44          |             |           | Finale 7º posto | Finale 7º posto | Finale 7º posto |  |
|  | Australia   | Australia   | 44          |             |           |                 |                 |                 |  |
|  |             |             |             |             |           |                 |                 |                 |  |
|  |             |             |             |             |           | Italia          | Italia          | 31              |  |
|  |             |             |             |             |           | Italia          | Italia          | 31              |  |
|  |             |             |             |             |           | Galles          | Galles          | 23              |  |

#### Semifinali
| Arbitro: | Peter Martin |

| |    |                   |
| Campbell Ridl (33'), Archie McParland (41', 63'), Josh Bellamy (55'), Jack Bracken (60'), Nick Lilley (77') | mt | Sion Davies (31') |
| Benjamin Coen (56', 61', 65', 77')                                                                          | tr | Harri Wilde (32') |

| Arbitro: | Tomas Bertazza |

|                                                                          |    | |
| Alessio Caiolo-Serra (16'), Sascha Mistrulli (47'), Edoardo Todaro (55') | mt | Aden Ekanayake (4'), Shane Wilcox (6'), Malakye Enasio (20'), Eamon Doyle (39'), Joey Fowler (62'), Eli Langi (69') |
| Francesco Braga (17', 48', 56')                                          | tr | Joey Fowler (21', 5', 63', 70')                                                                                     |

#### Finale per il 7º posto
| Arbitro: | Marcus Playle |

|                                                        |    |                                        |
| Nelson Casartelli (29', 48'), Federico Zanandrea (36') | mt | Sion Davies (25'), Aidan Boshoff (80') |
| Francesco Braga (30', 49')                             | tr | Harri Ford (26'), Harri Wilde (81')    |

#### Finale per il 5º posto
| Arbitro: | Morgan White |

| |    | |
| Edwin Langi (4'), Aden Ekanayake (73', 8'), Sidney Harvey (13', 23'), Joey Fowler (30'), Cooper Watters (49'), Malakye Enasio (57', 77'), James Martens (60') | mt | Kepueli Tuipulotu (17'), Campbell Ridl (21'), Samuel Williams (36'), Vilikesa Sela (52'), Will Knight (61'), Reggie Hammick (75') |
| Joey Fowler (13', 24', 31', 5', 58', 60', 9'), Sidney Harvey (74', 78')                                                                                       | tr | Benjamin Coen (18', 22', 37', 53', 62')                                                                                           |

### 1º-4º posto
|  | Semifinali    | Semifinali    | Semifinali |           |               | Finale          | Finale          | Finale          |  |
|  |               |               |            |           |               |                 |                 |                 |  |
|  | Francia       | Francia       | 26         |           |               |                 |                 |                 |  |
|  | Francia       | Francia       | 26         |           |               |                 |                 |                 |  |
|  | Nuova Zelanda | Nuova Zelanda | 34         |           |               |                 |                 |                 |  |
|  | Nuova Zelanda | Nuova Zelanda | 34         |           | Nuova Zelanda | Nuova Zelanda   | 15              |                 |  |
|  |               |               |            |           | Nuova Zelanda | Nuova Zelanda   | 15              |                 |  |
|  |               |               | Sudafrica  | Sudafrica | 23            |                 |                 |                 |  |
|  | Sudafrica     | Sudafrica     | Sudafrica  | Sudafrica | 23            | 48              |                 |                 |  |
|  | Sudafrica     | Sudafrica     |            |           |               | 48              |                 |                 |  |
|  | Argentina     | Argentina     | 24         |           |               | Finale 3º posto | Finale 3º posto | Finale 3º posto |  |
|  | Argentina     | Argentina     | 24         |           |               |                 |                 |                 |  |
|  |               |               |            |           |               |                 |                 |                 |  |
|  |               |               |            |           |               | Francia         | Francia         | 35              |  |
|  |               |               |            |           |               | Francia         | Francia         | 35              |  |
|  |               |               |            |           |               | Argentina       | Argentina       | 38              |  |

#### Semifinali
| Arbitro: | Katsuki Furuse |

|                                                                                            |    |                                                                                      |
| Kalvin Gourgues (13'), Baptiste Britz (16'), Fabien Brau-Boirie (42'), Jon Echegaray (63') | mt | Stanley Solomon (2'), Mosese Bason (9'), Jack Wiseman (35'), Aisake Vakasiuola (68') |
| Luka Keletaona (14', 43'), Diego Jurd (64')                                                | tr | Rico Simpson (10', 3', 36', 69')                                                     |

| Arbitro: | Jeremy Rozier |

| |    |                                                                                         |
| Albertus Bester (60', 9'), Hassiem Pead (11'), Jaco Williams (17'), JJ Theron (23'), Cheswill Jooste (80') | mt | Agustín Garcia campos Fiszman (39'), Timoteo Silva (51'), Ramon Fernandez Miranda (72') |
| Vusi Moyo (10', 11', 18', 24', 61'), Dominic Malgas (81')                                                  | tr | Rafael Benedit (40', 52'), Pascal Senillosa (73')                                       |

#### Finale per il 3º posto
| Arbitro: | Lex Weiner |

| |    | |
| Jon Echegaray (23'), Bobby Bissu (42'), Antoine Deliance (41'), Tom Leveque (67'), Mathis Baret (83') | mt | Diego Correa (5'), Nicolás Cambiasso (47', 55'), Alvaro Garcia Iandolino (61'), Pascal Senillosa (65'), Jerónimo Otano (72') |
| Diego Jurd (24', 42', 42'), Luka Keletaona (68', 83')                                                 | tr | Pascal Senillosa (55', 62', 66', 74')                                                                                        |

### Finale
| Arbitro: | Ben Breakspear |

|                                        |      |                                       |
| Jayden Sa (16'), Maloni Kunawave (79') | mt   | Xola Nyali (3'), Gilermo Mentoe (77') |
| Will Cole (79')                        | tr   | Vusi Moyo (4', 78')                   |
| Rico Simpson (46')                     | c.p. | Vusi Moyo (22', 36', 57')             |

## Classifica finale
| Pos               | Squadra       | G | V | P | D | PF  | PS  | DP   | MF | MS |
| ----------------- | ------------- | - | - | - | - | --- | --- | ---- | -- | -- |
| 1                 | Sudafrica     | 5 | 5 | 0 | 0 | 249 | 92  | +157 | 34 | 13 |
| 2                 | Nuova Zelanda | 5 | 4 | 0 | 1 | 170 | 95  | +75  | 25 | 13 |
| 3                 | Argentina     | 5 | 3 | 0 | 2 | 155 | 192 | -37  | 23 | 26 |
| 4                 | Francia       | 5 | 3 | 0 | 2 | 197 | 130 | +67  | 29 | 18 |
| Classifica 5e–8e  |               |   |   |   |   |     |     |      |    |    |
| 5                 | Australia     | 5 | 3 | 0 | 2 | 196 | 194 | +2   | 30 | 29 |
| 6                 | Inghilterra   | 5 | 3 | 0 | 2 | 205 | 165 | +40  | 29 | 23 |
| 7                 | Italia        | 5 | 2 | 1 | 2 | 94  | 116 | -22  | 12 | 15 |
| 8                 | Galles        | 5 | 1 | 0 | 4 | 119 | 176 | -57  | 14 | 23 |
| Classifica 9e–12e |               |   |   |   |   |     |     |      |    |    |
| 9                 | Georgia       | 5 | 2 | 1 | 2 | 131 | 111 | +20  | 21 | 17 |
| 10                | Scozia        | 5 | 1 | 0 | 4 | 86  | 206 | -120 | 14 | 32 |
| 11                | Irlanda       | 5 | 2 | 0 | 3 | 132 | 174 | -42  | 19 | 26 |
| 12                | Spagna        | 5 | 0 | 0 | 5 | 115 | 198 | -83  | 15 | 30 |